# Grand Prix Austrálie 2022
Grand Prix Austrálie 2022 (oficiálně Formula 1 Heineken Australian Grand Prix 2022) se pojede na okruhu Albert Park Circuit v Melbourne v Austrálii dne 10. dubna 2022. Závod bude třetím v pořadí v sezóně 2022 šampionátu Formule 1.
Jde o první závod Sebastiana Vettela v této sezóně, jenž musel první dva závody vynechat kvůli onemocnění covid-19.

## Změny na okruhu
Okruh prošel před tímto závodem velkými změnami, zatáčky 9 a 10, které dříve tvořily dopravní šikanu, nyní tvoří mnohem rychlejší úsek, zatáčka 13 byla rozšířena a Pit Lane byla o dva metry rozšířena a rychlostní limit v ní byl zvýšen ze 60 na 80 km/h. Byla také přidána rekordní čtvrtá DRS zóna, která byla před 3. tréninkem z bezpečnostních důvodů odstraněna.

## Pneumatiky
Pirelli pro tento závod dodal pneumatiky s označením C2, C3 a C5 (hard, medium a soft). Jde o první závod od Grand Prix Ruska 2018, kdy Pirelli zvolilo nesousledné sady pneumatik.

## Penalizace
Alexander Albon bude startovat o tři pozice níže za způsobení kolize s Lancem Strollem v předešlém závodě, Grand Prix Saúdské Arábie 2022.

## Kvalifikace
Kvalifikace trvala jednu hodinu a začala 9. dubna v 16.00 místního času. V první kvalifikaci se srazili Lance Stroll a Nicholas Latifi, Latifi se pokusil Strolla předjet zprava, Stroll ale zatočil lehce doprava, když se Latifi nacházel vedle něj, a zachytil se o Strollův vůz jeho levým zadním kolem, tato kolize oba vozy z kvalifikace vyřadila a byla vyvěšena červená vlajka. Stroll nejdříve ze zavinění kolize vinil Latifiho, později byl ale Stroll penalizován posunutím o tři pozice na startu a byly mu uděleny dva trestné body. Po konci červené vlajky jezdci vyjeli na poslední rychlé kolo, Alexander Albon po konci jeho měřeného kola musel odstavit svůj vůz kvůli nedostatku paliva, za to byl později diskvalifikován, jelikož nebylo možné odebrat palivový vzorek. Nejrychlejší byl v první kvalifikaci Red Bull, s tím že Max Verstappen byl nejrychlejší a Pérez skončil na druhém místě. Ve druhé kvalifikaci byl opět nejrychlejší Red Bull, tentokrát to byl Sergio Pérez který zajel nejrychlejší čas, Verstappen byl až čtvrtý a jezdci Ferrari skončili na druhém a třetím místě. Ve třetí kvalifikaci měl Fernando Alonso rozjeté rychlé kolo, zajel dokonce druhý nejrychlejší sektor, jeho hydraulika ale selhala a nemohl v zatáčce podřadit, kvůli tomu naboural do stěny. Byla znovu vyvěšena červená vlajka, s tím že Verstappen je zatím nejrychlejší. Po pěti minutách kvalifikace pokračovala. Leclerc na konci kvalifikace zajel velmi rychlé kolo, kterým překonal čas Verstappena a tím získal další pole position. Carlos Sainz Jr. skončil až na devátém místě, jelikož jeho rychlé kolo přerušila červená vlajka a v pozdější části se již nezvládl zlepšit.
| Poř.                        | No. | Jezdec           | Konstruktér                  | Časy v kvalifikaci | Časy v kvalifikaci | Časy v kvalifikaci | Pořadí na startu |
| Poř.                        | No. | Jezdec           | Konstruktér                  | Q1                 | Q2                 | Q3                 | Pořadí na startu |
| --------------------------- | --- | ---------------- | ---------------------------- | ------------------ | ------------------ | ------------------ | ---------------- |
| 1                           | 16  | Charles Leclerc  | Ferrari                      | 1:18.881           | 1:18.606           | 1:17.868           | 1                |
| 2                           | 1   | Max Verstappen   | Red Bull Racing-RBPT         | 1:18.580           | 1:18.611           | 1:18.154           | 2                |
| 3                           | 11  | Sergio Pérez     | Red Bull Racing-RBPT         | 1:18.834           | 1:18.340           | 1:18.240           | 3                |
| 4                           | 4   | Lando Norris     | McLaren-Mercedes             | 1:19.280           | 1:19.066           | 1:18.703           | 4                |
| 5                           | 44  | Lewis Hamilton   | Mercedes                     | 1:19.401           | 1:19.106           | 1:18.825           | 5                |
| 6                           | 63  | George Russell   | Mercedes                     | 1:19.405           | 1:19.076           | 1:18.933           | 6                |
| 7                           | 3   | Daniel Ricciardo | McLaren-Mercedes             | 1:19.665           | 1:19.130           | 1:19.032           | 7                |
| 8                           | 31  | Esteban Ocon     | Alpine-Renault               | 1:19.605           | 1:19.136           | 1:19.061           | 8                |
| 9                           | 55  | Carlos Sainz Jr. | Ferrari                      | 1:18.983           | 1:18.469           | 1:19.408           | 9                |
| 10                          | 14  | Fernando Alonso  | Alpine-Renault               | 1:19.192           | 1:18.815           | Bez času           | 10               |
| 11                          | 10  | Pierre Gasly     | AlphaTauri-RBPT              | 1:19.580           | 1:19.226           |                    | 11               |
| 12                          | 77  | Valtteri Bottas  | Alfa Romeo-Ferrari           | 1:19.251           | 1:19.410           |                    | 12               |
| 13                          | 22  | Júki Cunoda      | AlphaTauri-RBPT              | 1:19.742           | 1:19.424           |                    | 13               |
| 14                          | 24  | Čou Kuan-jü      | Alfa Romeo-Ferrari           | 1:19.910           | 1:20.155           |                    | 14               |
| 15                          | 47  | Mick Schumacher  | Haas-Ferrari                 | 1:20.104           | 1:20.465           |                    | 15               |
| 16                          | 20  | Kevin Magnussen  | Haas-Ferrari                 | 1:20.254           |                    |                    | 16               |
| 17                          | 5   | Sebastian Vettel | Aston Martin Aramco-Mercedes | 1:21.149           |                    |                    | 17               |
| 18                          | 6   | Nicholas Latifi  | Williams-Mercedes            | 1:21.372           |                    |                    | 18               |
| DSQ                         | 23  | Alexander Albon  | Williams-Mercedes            | 1:20.135           |                    |                    | 20               |
| 107 % času vítěze: 1:24.080 |     |                  |                              |                    |                    |                    |                  |
| —                           | 18  | Lance Stroll     | Aston Martin Aramco-Mercedes | Bez času           |                    |                    | 19               |
| Zdroj:                      |     |                  |                              |                    |                    |                    |                  |

Poznámky
1. ↑  Alexandr Albon se kvalifikoval jako šestnáctý, ale byl diskvalifikován poté, co v jeho voze byl méně než 1 litr paliva. Dále obdržel penalizaci 3 míst za způsobení kolize v předešlém závodě.
2. ↑  Lance Stroll nezaznamenal čas, kterým by se kvalifikoval ve 107 % času vítěze. Start mu byl povolen sportovními komisaři. Za způsobení kolize s Nicolasem Latifim, dostal penalizaci 3 míst.

## Závod
| Poř.                                                                | No. | Jezdec           | Konstruktér                  | Počet kol | Čas/Odstoupení    | Pořadí na startu | Body |
| ------------------------------------------------------------------- | --- | ---------------- | ---------------------------- | --------- | ----------------- | ---------------- | ---- |
| 1                                                                   | 16  | Charles Leclerc  | Ferrari                      | 58        | 1:27:46.548       | 1                | 26   |
| 2                                                                   | 11  | Sergio Pérez     | Red Bull Racing-RBPT         | 58        | +20.524           | 3                | 18   |
| 3                                                                   | 63  | George Russell   | Mercedes                     | 58        | +25.593           | 6                | 15   |
| 4                                                                   | 44  | Lewis Hamilton   | Mercedes                     | 58        | +28.543           | 5                | 12   |
| 5                                                                   | 4   | Lando Norris     | McLaren-Mercedes             | 58        | +53.303           | 4                | 10   |
| 6                                                                   | 3   | Daniel Ricciardo | McLaren-Mercedes             | 58        | +53.737           | 7                | 8    |
| 7                                                                   | 31  | Esteban Ocon     | Alpine-Renault               | 58        | +1:01.683         | 8                | 6    |
| 8                                                                   | 77  | Valtteri Bottas  | Alfa Romeo-Ferrari           | 58        | +1:08.439         | 12               | 4    |
| 9                                                                   | 10  | Pierre Gasly     | AlphaTauri-RBPT              | 58        | +1:16.221         | 11               | 2    |
| 10                                                                  | 23  | Alexander Albon  | Williams-Mercedes            | 58        | +1:19.382         | 20               | 1    |
| 11                                                                  | 24  | Čou Kuan-jü      | Alfa Romeo-Ferrari           | 58        | +1:21.695         | 14               |      |
| 12                                                                  | 18  | Lance Stroll     | Aston Martin-Aramco-Mercedes | 58        | +1:28.598         | 19               |      |
| 13                                                                  | 47  | Mick Schumacher  | Haas-Ferrari                 | 57        | +1 kolo           | 15               |      |
| 14                                                                  | 20  | Kevin Magnussen  | Haas-Ferrari                 | 57        | +1 kolo           | 16               |      |
| 15                                                                  | 22  | Júki Cunoda      | AlphaTauri-RBPT              | 57        | +1 kolo           | 13               |      |
| 16                                                                  | 6   | Nicholas Latifi  | Williams-Mercedes            | 57        | +1 kolo           | 18               |      |
| 17                                                                  | 14  | Fernando Alonso  | Alpine-Renault               | 57        | +1 kolo           | 10               |      |
| Ret                                                                 | 1   | Max Verstappen   | Red Bull Racing-RBPT         | 38        | Únik paliva       | 2                |      |
| Ret                                                                 | 5   | Sebastian Vettel | Aston Martin-Aramco-Mercedes | 22        | Nehoda            | 17               |      |
| Ret                                                                 | 55  | Carlos Sainz Jr. | Ferrari                      | 1         | Zapadl do kačírku | 9                |      |
| Nejrychlejší kolo: Charles Leclerc (Ferrari) – 1:20.260 (v kole 58) |     |                  |                              |           |                   |                  |      |
| Zdroj:                                                              |     |                  |                              |           |                   |                  |      |

Poznámky
1. ↑  Charles Leclerc získal jeden bod za zajetí nejrychlejšího kola.
2. ↑  Lance Stroll obdržel penalizaci 5 sekund, který mu byl přičten k času v cíli, za kličkování na rovince.

## Průběžné pořadí po závodě
Pohár jezdců
|        | Pořadí | Jezdec           | Body |
| ------ | ------ | ---------------- | ---- |
|        | 1      | Charles Leclerc  | 71   |
| 2      | 2      | George Russell   | 37   |
| 1      | 3      | Carlos Sainz Jr. | 33   |
| 3      | 4      | Sergio Pérez     | 30   |
|        | 5      | Lewis Hamilton   | 28   |
| Zdroj: |        |                  |      |

Pohár konstruktérů
|        | Pořadí | Konstruktér      | Body |
| ------ | ------ | ---------------- | ---- |
|        | 1      | Ferrari          | 104  |
|        | 2      | Mercedes         | 65   |
|        | 3      | Red Bull-RBPT    | 55   |
| 4      | 4      | McLaren-Mercedes | 24   |
| 1      | 5      | Alpine-Renault   | 22   |
| Zdroj: |        |                  |      |